# Chastre
Chastre [ʃastʁ] (en wallon Tchåsse) est une commune francophone de Belgique située en Région wallonne dans la province du Brabant wallon.
Son nom vient du roman castra « forteresse, camp fortifié », hérité du latin castra, pluriel de castrum « retranchement, lieu fortifié ».
Commune à la fois rurale et résidentielle, peuplée de 7 813 habitants (2025), Chastre regroupe sept anciens villages : Chastre, Villeroux, Blanmont, Cortil-Noirmont, Gentinnes et Saint-Géry. Elle est traversée au sud par l'ancienne Chaussée Brunehaut, voie romaine qui reliait Bavai à Cologne.
Située entre Ottignies-Louvain-la-Neuve et Gembloux, à 40 km de Bruxelles, elle est bien desservie par les réseaux routier et ferroviaire. Une modeste rivière, l'Orne, la traverse de part en part, contribuant avec ses affluents à créer des paysages dont la découverte charme le regard, enchâssant notamment de superbes fermes, souvent encore en pleine activité. Son point culminant est situé à 165 mètres d'altitude.
Elle est jumelée avec la municipalité de Lespignan (Hérault) à 7 km de Béziers en 1998.

## Géographie

### Situation
Le long de la Route Nationale 4, environ à mi-chemin entre Ottignies - Louvain-la-Neuve et Gembloux, Chastre est également accessible par le train (SNCB ligne 161, arrêts à Blanmont et Chastre) ainsi que par les bus du TEC (dépôt).
Les communes limitrophes sont Walhain-Saint-Paul, Gembloux, Mont-Saint-Guibert, Sombreffe et Villers-la-Ville.
| Court-Saint-Étienne | Court-Saint-Étienne, Mont-Saint-Guibert | Walhain  |
| Villers-la-Ville    | Chastre                                 | Gembloux |
| Sombreffe           | Sombreffe, Gembloux                     | Gembloux |

### Hydrographie
| Nom du cours d'eau   | Longueur (m) |
| -------------------- | ------------ |
| FAUSSE EAU DE L'ORNE | 6            |
| L'ARDENELLE          | 2308         |
| L'ORNE               | 9578         |
| Le NIL               | 1202         |
| Le PERBAIS           | 614          |
| Ri du GRAND PRE      | 1814         |
| Ruisseau d'ERNAGE    | 1427         |
| La HOUSSIERE         | 5519         |
| Ry du NEUF BOIS      | 35           |
| Ry des LOVIÈRES      | 1351         |

Implantée à la séparation des deux grands bassins fluviaux belges, la commune est sillonnée par deux charmantes petites rivières : l'Orne et la Houssière. Si la première prend sa source à Bertinchamps, sur le territoire de la commune de Gembloux (province de Namur), elle arrose les villages de Cortil, Noirmont, Chastre et Blanmont pour se faufiler ensuite dans Mont-Saint-Guibert et se jeter finalement dans la Dyle, via la Thyle, à Court-Saint-Étienne. La seconde, originaire de Sombreffe, à l’extrémité de Gentinnes, non loin de la ferme de Géronvillers, traverse ce village, longe Saint-Géry, passe à Villeroux pour aboutir dans l'Orne à Mont-Saint-Guibert.
On ne peut pas dire que ces deux modestes rivières aient entaillé fortement cette partie du haut plateau brabançon qui se situe par ailleurs à une altitude variant entre 145 et 155 m.

### Milieu naturel
Malgré un caractère assez vert, le milieu naturel de Chastre est assez pauvre. La vocation essentiellement rurale a évolué avec l'accroissement et la diversification de la population. Le nombre d'exploitations agricoles en activités ne cesse de diminuer. Avec son implantation, entre Bruxelles et Namur, ainsi que la proximité des liaisons autoroutières et ferroviaires font que la campagne chastroise est soumise à une forte urbanisation depuis plus de 30 ans.

### Sections de la commune
| # | Nom                        | Superf. (km²) | Habitants (2020) | Habitants par km² | Code INS |
| - | -------------------------- | ------------- | ---------------- | ----------------- | -------- |
| 1 | Chastre-Villeroux-Blanmont | 10,61         | 3.979            | 375               | 25117A   |
| 2 | Cortil-Noirmont            | 10,61         | 1.921            | 181               | 25117B   |
| 3 | Saint-Géry                 | 3,60          | 813              | 226               | 25117C   |
| 4 | Gentinnes                  | 6,75          | 969              | 144               | 25117D   |

## Démographie

### Démographie: Commune fusionnée
En tenant compte des anciennes communes entraînées dans la fusion de communes de 1977, on peut dresser l'évolution suivante:
Les chiffres des années 1831 à 1970 tiennent compte des chiffres des anciennes communes fusionnées.
- Source: DGS , de 1831 à 1981=recensements population; à partir de 1990 = nombre d'habitants chaque 1 janvier

## Histoire

### Cortil
Au début du IXe siècle, la moitié de Cortil (Curtils) appartenait au patrimoine de saint Guibert (Wichpertus); il en fit don à l'abbaye de Gembloux qu'il venait de fonder en 936, donation entérinée par une charte d'Otton Ier du Saint-Empire de 946.
Commune du département de la Dyle sous le régime français.

## Héraldique
|  | La ville possède des armoiries qui lui ont été octroyées le 4 juillet 1978. Ces armoiries sont celles de l'ancienne commune de Chastre-Villeroux-Blanmont. Ces armoiries avaient été octroyées à cette dernière commune le 22 avril 1969. Ce sont les armoiries de la famille Kessel[Lequel ?] (diamants), derniers seigneurs de Blanmont et les armoiries de la famille Onyn, derniers seigneurs de Chastre. Blasonnement : Deux écus accolés: à dextre: d'argent à cinq losanges de gueules, accolées et aboutées en croix; à senestre: d'azur semé de billettes d'argent, à la bande d'or brochant sur le tout. Source du blasonnement : Heraldy of the World. |

## Politique et administration

### Conseil et collège communal 2024-2030
Ci-dessous, le tableau des résultats des élections communales de 2024.
| Parti | Parti         | Voix (2024) | Voix (2018) | % (2024) | % (2018) | +/-     | Sièges  | +/- | Collège |
| ----- | ------------- | ----------- | ----------- | -------- | -------- | ------- | ------- | --- | ------- |
|       | ECOLO         | 1.186       | 1.588       | 22,99%   | 31,52%   | 8.53 %  | 4 / 19  | 2.0 | Non     |
|       | Chastre@venir | 1.496       | 1.728       | 29,00%   | 34,30%   | 5.3 %   | 5 / 19  | 2.0 | Non     |
|       | Chastre20+ LB | 2.476       | 1.722       | 48,00%   | 34,18%   | 13.82 % | 10 / 19 | 4.0 | Oui     |
| Total | Total         | 5 158       | 5 038       | 100 %    | 100 %    |         | 19      |     |         |

| Collège communal   |                    |                           |
| ------------------ | ------------------ | ------------------------- |
| Bourgmestre        | Thierry Champagne  | Chastre 20+               |
| 1er Échevin        | Stéphane Colin     | Chastre 20+               |
| 2e Échevin         | Frédéric Cardoen   | Les Engagés - Chastre 20+ |
| 3e Échevine        | Nathalie Lelubre   | Chastre 20+               |
| 4e Échevin         | Benoît Beelen      | Chastre 20+               |
| Présidente du CPAS | Delphine Duquesnoy | Chastre 20+               |

### Jumelage
La ville de Chastre est jumelée avec :
- Lespignan (France)
- Saint-Denis-sur-Richelieu (Québec)

## Patrimoine

### Patrimoine architectural et sites

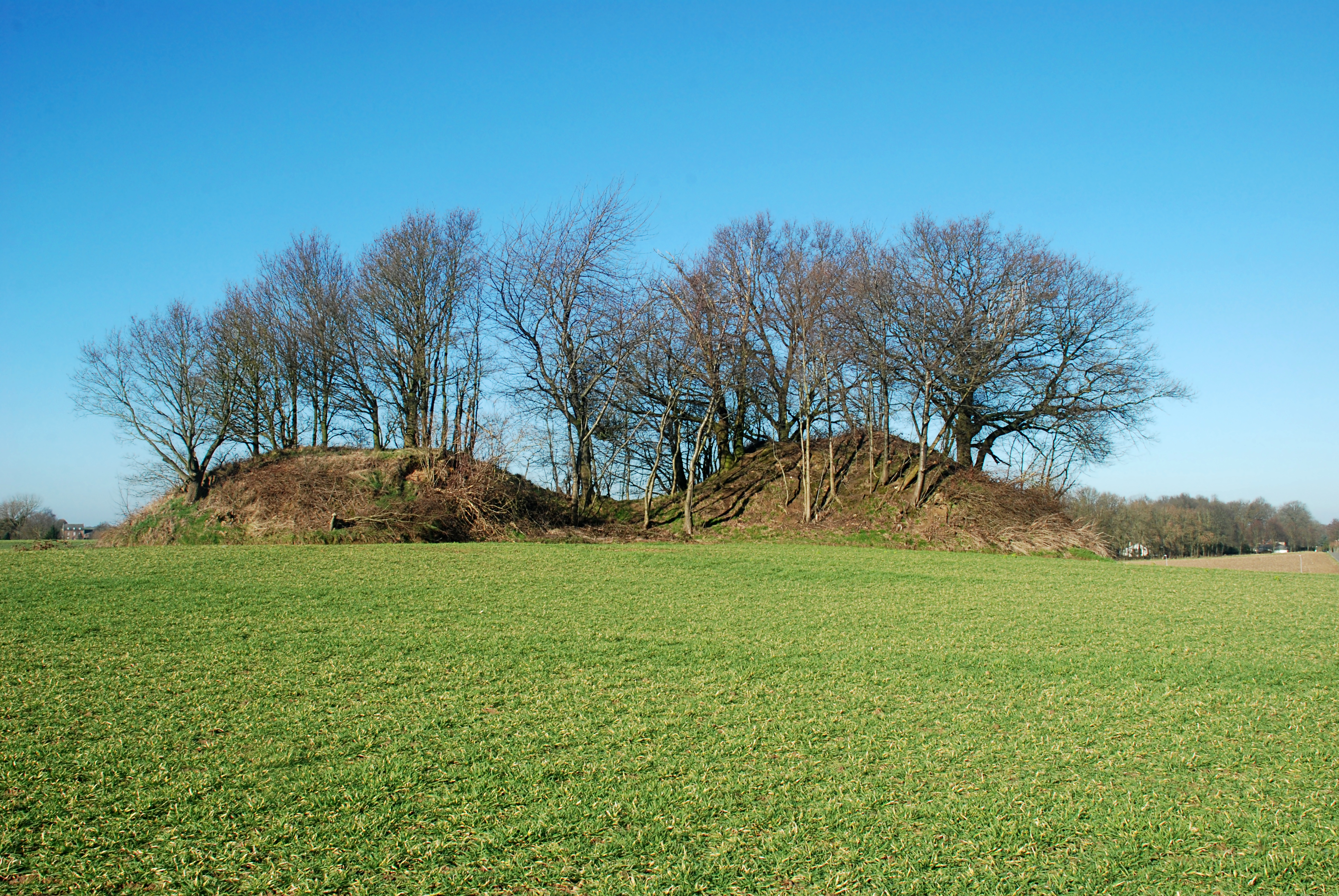
Tumuli de Noirmont.

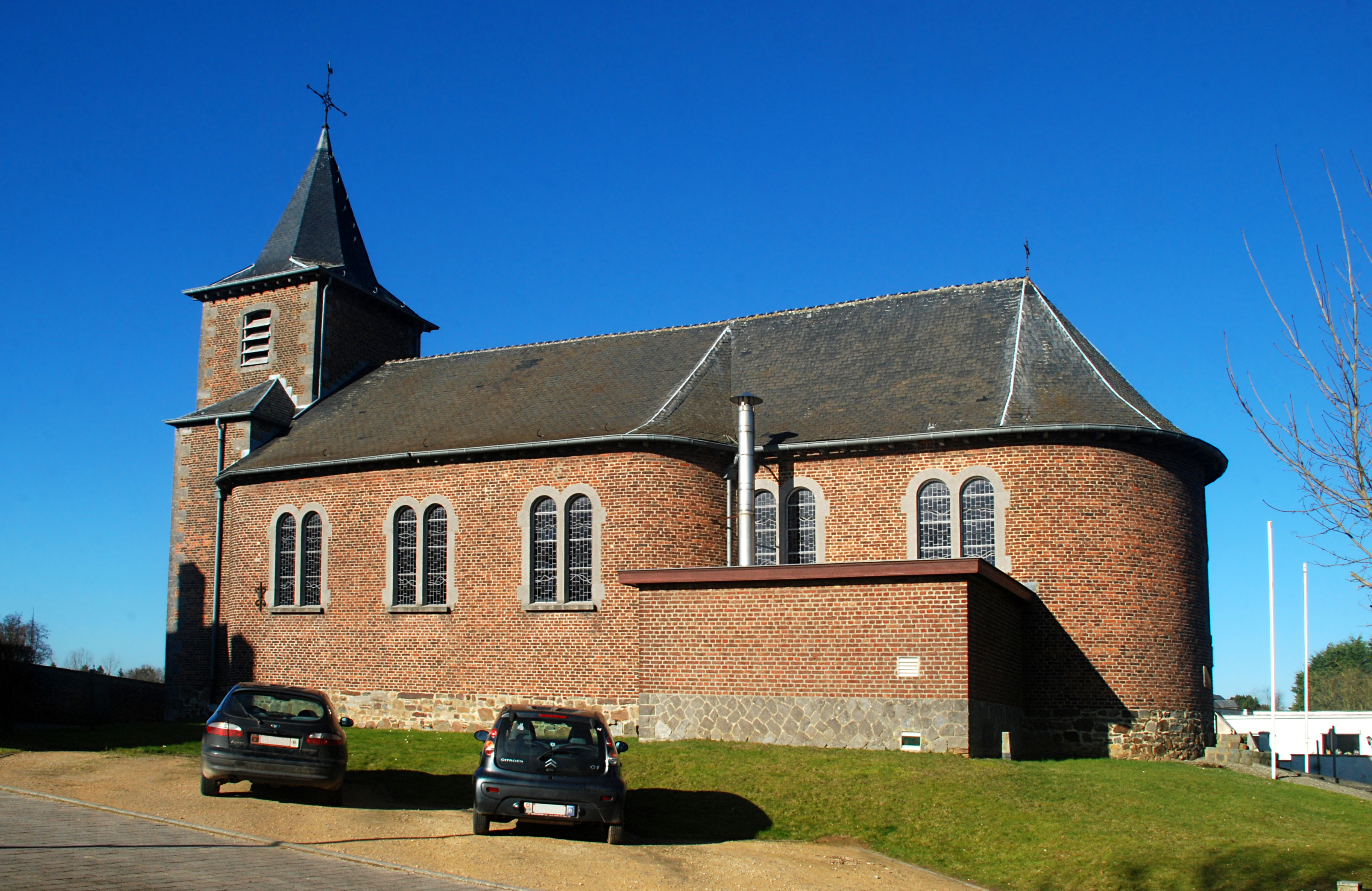
Église Saint-Pierre de Noirmont.

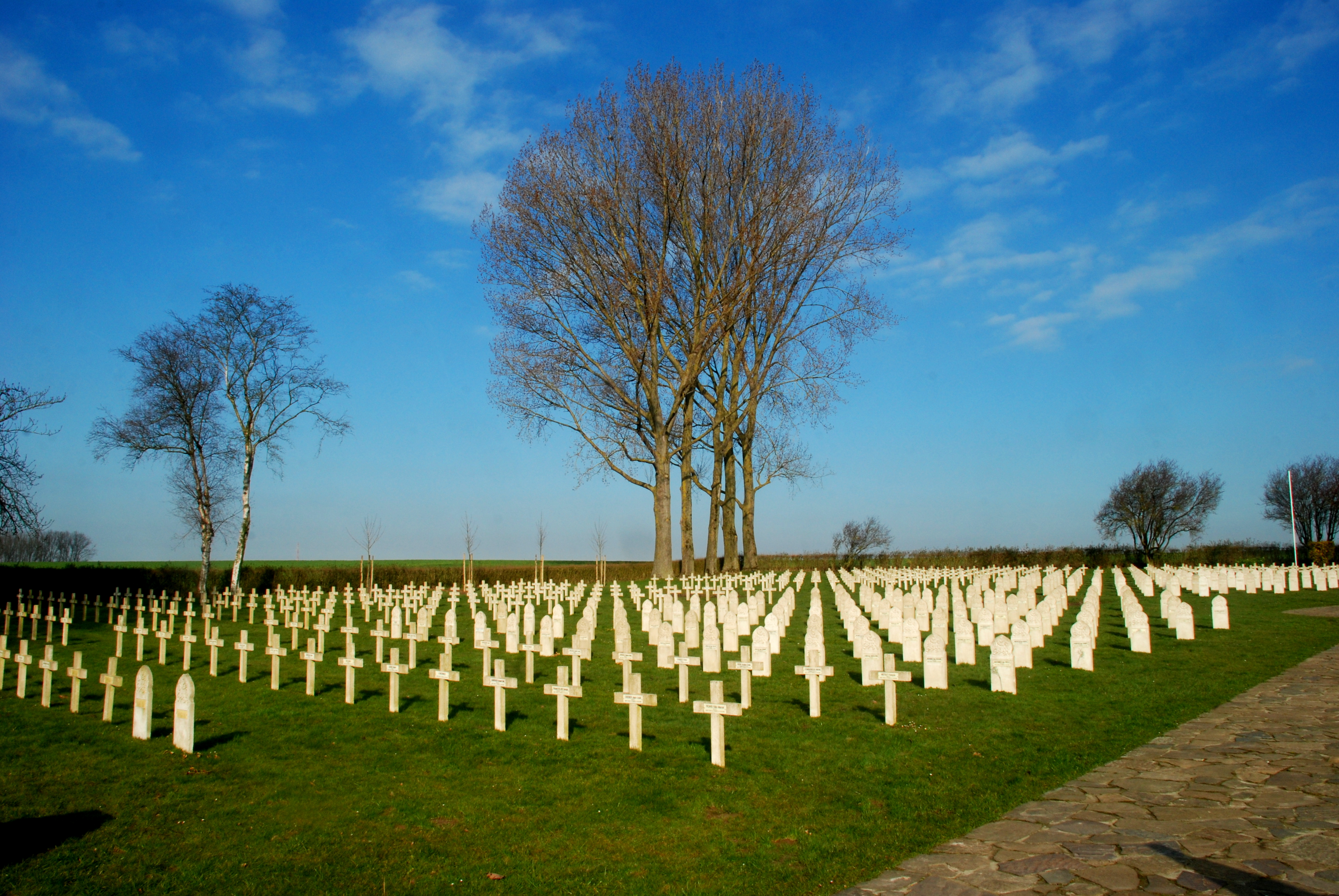
Nécropole française de Chastre.

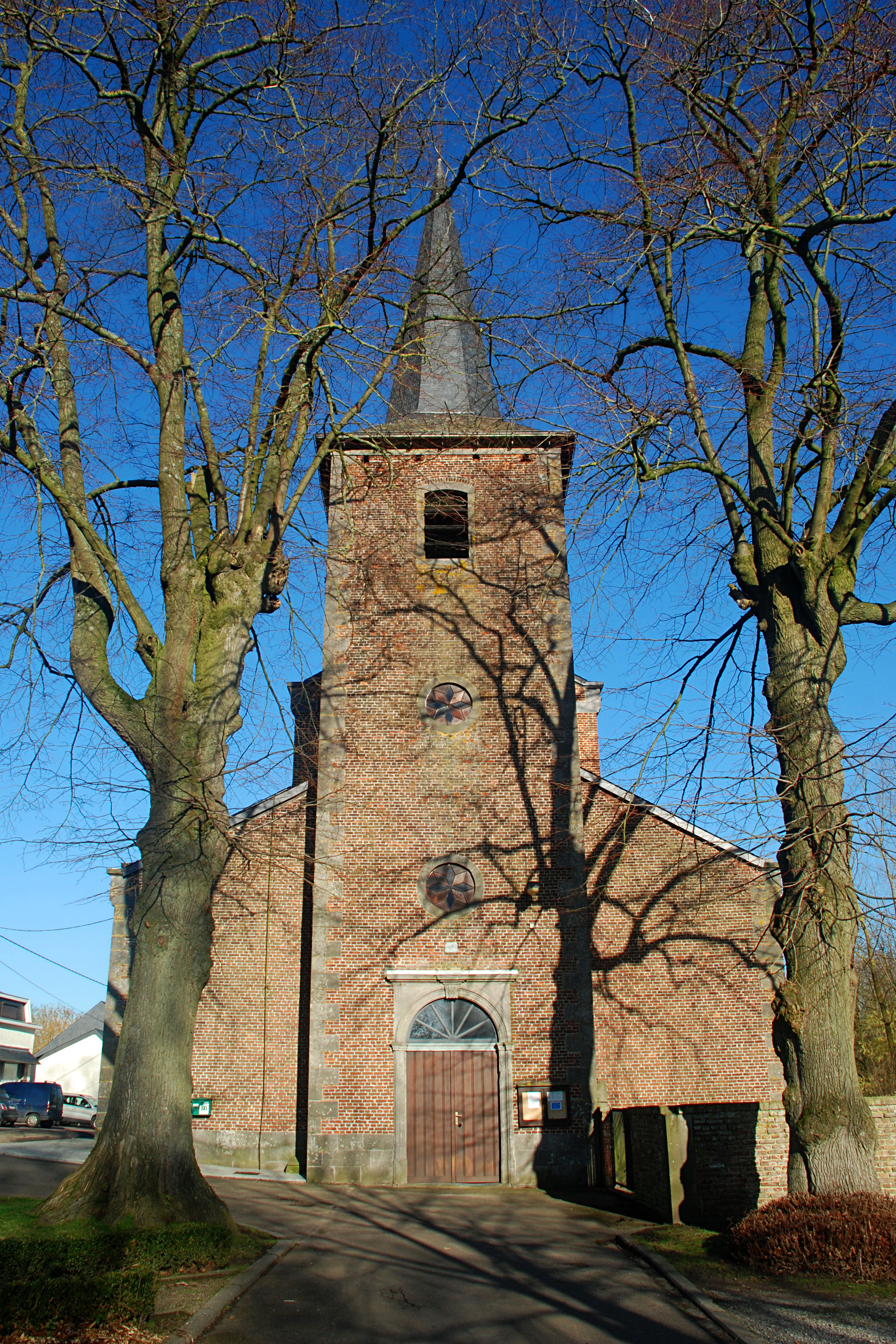
Église Sainte-Gertrude de Gentinnes.

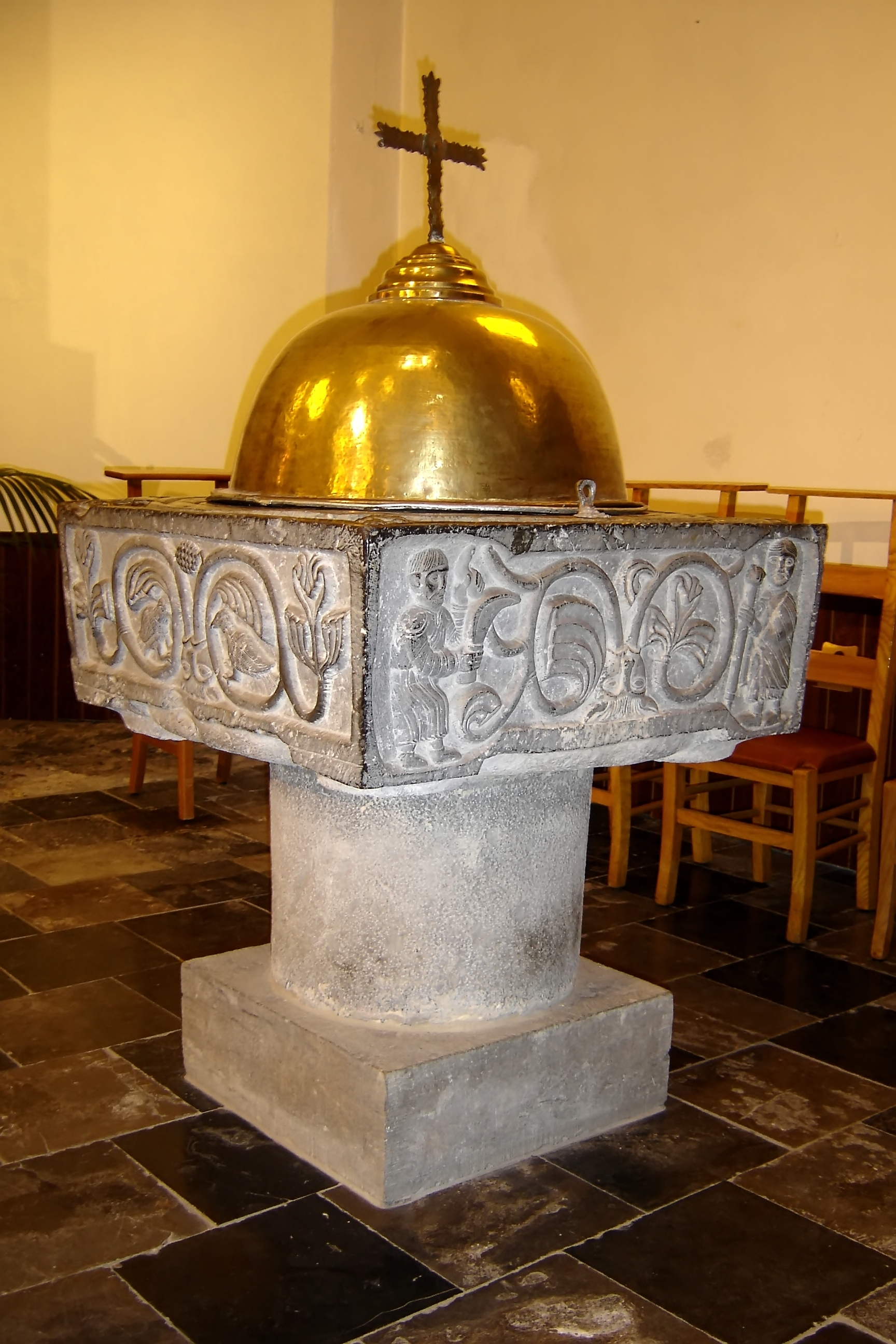
Fonts baptismaux de Gentinnes.

#### Les armoiries
Ils sont ceux de deux des principales familles des seigneurs de Chastre. Le premier est celui des Kessel, seigneurs de Blanmont au XVIIIe siècle, tandis que le second est celui des Onyn, seigneurs de Chastre (Dame Alerne à l'époque), également au XVIIIe siècle.

«Deux écus géminés, le premier d'argent à la croix de cinq losanges de gueules, le second d'azur semé de billettes d'argent brochante».

#### À Chastre
- la nécropole française de Chastre.
- La ferme Rose (1689).
- L'église Notre-Dame Alerne (1780).
- Le moulin de Godeupont.
- La chapelle Sainte-Wivine[11].

#### ÀBlanmont
- École communale de Blanmont.
- L'église paroissiale Saint-Martin (néo-classique, 1861).
- Le château (1640), seigneurie du XIVe siècle.
- La fermette en L du XVIIIe siècle (route provinciale).
- La chapelle Mahy.
- L'arbre de Blanmont.
- La chapelle Ste Rita et St Ghislain[12].

#### ÀCortil-Noirmont
- Les tumuli de Noirmont, deux tumuli gallo-romains (160 apr. J.-C.).
- L'église Saint-Pierre de Noirmont (1780), Christ du XVIIe siècle.
- L'église Notre-Dame (1904), fonts baptismaux du XIIe siècle.
- Le Musée Français, Bataille de Gembloux.
- La chaussée Brunehaut (lieu-dit la Gatte), voie romaine.
- La ferme Chautmont, en carré (1887), grange de 1732[13].
- La chapelle Sainte-Adèle (restaurée en 1994).
- La chapelle Sainte-Brigitte, rue des Aviateurs.
- La ferme de la Tour, rue des Aviateurs.
- La ferme Dewilde.
- Le moulin de Cortil, rue du Bief[14].

#### ÀGentinnes
- Le mémorial Kongolo (château et chapelle Ermitage du XVIIe siècle).
- L'église Sainte-Gertrude de Gentinnes (1863) et les Fonts baptismaux de Gentinnes du XIIe siècle.
- La chapelle Notre-Dame, édicule du XIXe siècle (route de Mellery).
- La ferme du Moulin (1852) lieu-dit Rieu au passage, r. du Moulin.
- Le moulin Dussart (moulin à eau encore en activité), r. du Moulin.
- La ferme de Louvigny, dite du Patriote (XVIIIe), rue de Mellery.
- La ferme de Biérevaux, Grande Bierwart (XVIIIe), rue de Mellery.
- La ferme de Géronvillers (1214) et la chapelle St Donat (XVIIIe).
- La brasserie de la Touffe ou Ferme de l'Ermitage (r.de l'Ermitage).
- La chapelle Saint-Antoine[15].

#### ÀSaint-Géry
- L'église paroissiale St-Géry (1836), fonts gothiques du XVe siècle.
- La chapelle de la Vierge (1734), dans le jardin de la cure.
- La tour sarrasine, Tourette ou Cense de Boissemont (XIIIe siècle).
- La croix carrée de St-Géry (route St-Géry - Cortil-Noirmont).
- La fontaine Saint-Géry (restaurée en 1996).
- La ferme de la Dîme (XVIIIe siècle)[16].

#### ÀVilleroux
- L'église Saint-Jean-Baptiste (1758), presbytère de 1687.
- La ferme du XVIIIe siècle (rue de la Brasserie).
- La ferme Thirion (rue d'Hévillers) en carré, du XIXe siècle.
- La ferme du Castillon, ancrages de 1680 (rue du Village).
- La ferme des Templiers, ancienne forge toujours en activité (rue de Court-Saint-Étienne).
- La chapelle Notre-Dame Bon Secours.
- La chapelle St Thibaut[17].
- Mémorial à Pierre Servais (1801-1835).

### Culture

#### Fêtes et Folklore
La kermesse de Chastre a lieu chaque année le quatrième week-end de septembre.

## Divers

### Associations
- Le CHERCHA, Centre Historique d’Étude et de Recherche de Chastre, a pour but de mieux faire connaître le village, tant par son patrimoine, témoin de son riche passé historique, que par les activités qui s’y déroulent.